# KX-3 (航空機)
KX-3は、大日本帝国海軍の要望を受けて川西航空機が研究した超大型飛行艇。「KX-03」とも呼ばれる。実機は製作されていない。

## 概要
1943年（昭和18年）初頭、海軍は川西に対して、500 t飛行艇の技術的実現性の有無についての研究を要請した。これを受けた川西は、竹内為信技師をチームリーダー、菊原静男技師を統括協力者として、全備重量100 tから500 tまでの大型機の研究の一環という形でKX-3の研究を開始した。その中で500 t主翼を設計して主翼構造重量を算出するとともに、有望な形式の艇体を設計し、風洞実験と水槽実験によって航続力などのデータを確認した。研究期間は1943年4月から1944年（昭和19年）1月までだった。
KX-3の全幅は180 mに達しており、1個大隊分の兵員を輸送することが可能とされていた。主翼は一部木製。エンジンはすべて主翼上面にパイロンを用いて搭載されており、当初は出力3,700 hpほどのレシプロエンジンが想定されていたが、第2陸軍航空技術研究所が開発を進めていた「ネ201」プロペラ・タービン・ロケット（ターボプロップエンジン）を主動力に、三菱重工業製の「ネ330」軸流ターボジェットエンジンを補助動力にする形へと変更されている。
また、海軍は川西と同時期に、東京工業大学の倉西正嗣教授のグループや大阪帝国大学の太田友弥教授のグループにも500 t機の研究を要請しており、うち倉西教授のグループでは独自の構造設計法を用いた重量軽減の、太田教授のグループでは鋼製化の研究を進めていた。この2つの研究は協力しながら1945年（昭和20年）の終戦まで継続されたが、倉西教授は「実現は至難で実際的な成果はない」旨を述懐しており、太田教授のグループは「150 t程度の機体が妥当」との判断を議決した上で研究に当たっている。

## 諸元（想定値）
出典：『もしも☆WEAPON』 151頁。
- 全長：162.0 m
- 全幅：180.0 m
- 翼面積：1,150 m2
- 最大飛行重量：460,000 kg以上
- エンジン：
  - 陸軍航研 ネ201 ターボプロップ（プロペラ出力7,000 hp） × 12
  - 三菱 ネ330 軸流ターボジェット（推力1,300 kg）[4] × 6
- 巡航速度：740 km/h
- 航続距離：18,520 km（搭載量34,000 kg時）
- 乗員：62名
- 兵員：900名